# Georg von Freyberg-Eisenberg
Georg Freiherr von Freyberg-Eisenberg zu Allmendingen (* 10. März 1926 in Nictheroy bei Rio de Janeiro; † 21. Februar 2017 in Haldenwang, Bayern) war ein deutscher Landwirt und Politiker (CSU).

## Leben
Georg Freiherr von Freyberg-Eisenberg wurde 1926 als jüngster von zwei Söhnen von Conrad Freiherr von Freyberg-Eisenberg-Allmendingen (1877–1939) und Marta v. Sperling-Manstein (1884–1956) in Brasilien geboren. 1930 kehrten seine Eltern mit ihm auf den Stammsitz der Familie in Allmendingen zurück. Georg war römisch-katholisch und Vater von fünf Kindern. Sein jüngster Sohn Philipp Erwein trägt den Namen Prinz von der Leyen und zu Hohengeroldseck und ist Chef des fürstlichen Hauses Leyen, dem seine Mutter entstammte.
Nach dem Besuch der Volksschule Allmendingen und des Gymnasiums in Ehingen/Württemberg musste Freyberg in den Reichsarbeitsdienst. Anschließend wurde er an die deutsche Westfront geschickt, wo er in Kriegsgefangenschaft geriet.
Aus dem Krieg zurückgekehrt, studierte Freyberg Land- und Forstwirtschaft in Stuttgart und München, um später den elterlichen Betrieb führen zu können. In München schloss er sich der katholischen Studentenverbindung Rheno-Bavaria an. Bis 1961 arbeitete Freyberg für den Bayerischen Bauernverband und war zeitweise Geschäftsführer für diesen in Dillingen und Wertingen. Daneben war er selbst Forst- und Landwirt in Haldenwang.
Freyberg heiratete im Frühjahr 1957 in Rom Marie Adelheid Prinzessin von der Leyen und zu Hohengeroldseck (1932–2015) und zog in das seit dem 17. Jahrhundert in Familienbesitz befindliche Unterknöringer Schloss. Aus den Kriegserfahrungen des Zweiten Weltkriegs sah er die persönliche Verpflichtung erwachsen, sich „nach der gottlosen Nazizeit“ politisch für eine bessere Zukunft einzusetzen. 1958 wurde Freyberg in den Gemeinderat von Unterknöringen bei Burgau gewählt und wurde später für fast zwei Jahrzehnte gleichzeitig Mitglied des Kreistags. 1963 übernahm er Schloss Haldenwang und wurde Mitglied des Gemeinderats der gleichnamigen Gemeinde. Gleichzeitig übernahm er weitere Aufgaben als Delegierter der Verwaltungsgemeinschaft. Von 1970 bis 1982 war Freyberg für den Wahlkreis Schwaben Abgeordneter im Bayerischen Landtag und Mitglied diverser Ausschüsse.
Später wurde er Vorsitzender der Ehemaligenvereinigung Bayerischer Landtagsabgeordneter. Vor allem übernahm Freyberg drei Jahrzehnte lang Aufgaben als Kreisobmann von Günzburg für den Bayerischen Bauernverband.
1982 wurden Freyberg der Bayerische Verdienstorden und das Bundesverdienstkreuz Erster Klasse verliehen. Er war Ehren- und Devotionsritter des Souveränen Malteserordens.